# Agnès Durdu
Agnès Durdu dite Agny Durdu, née le 24 mars 1964 à Clervaux (Luxembourg), est une avocate et femme politique luxembourgeoise, membre du Parti démocratique (DP).

## Biographie

### Études et formations
Après avoir suivi des cours au Centre universitaire à Luxembourg-ville, puis à Louvain-la-Neuve et enfin à Strasbourg, elle obtient une licence en droit et un DEA en droit communautaire.

### Activités professionnelles
Avocate de formation, elle exerce le droit civil durant ses premières années, ainsi que le droit pénal. À son retour dans la profession, après sa carrière politique, le droit administratif prend le dessus, en raison de ses connaissances acquises durant ses mandats de bourgmestre.

### Carrière politique
Lors des élections communales des 10 et 17 octobre 1993, elle est élue bourgmestre de la commune de Wincrange au scrutin majoritaire et sans étiquette politique. Réélue en 1999, elle achève son mandat en 2005. À l'occasion du départ de Charles Goerens pour le Parlement européen, elle représente la circonscription Nord à la Chambre des députés à partir d'octobre 1994 et jusqu'en 2004.
Agnès Durdu est nommée conseillère d'État le 7 avril 2006, vice-présidente du Conseil d'État le 19 juin 2015 et présidente du Conseil d'État le 1er avril 2019,,. Elle est remplacée par Christophe Schiltz à partir du 7 avril 2021.

## Publications
- Jörg Gerkrath et Agnès Durdu (contribution), La défense des droits et libertés au Grand-Duché de Luxembourg, Larcier, 24 juin 2020 (ISBN 978-2807923058)

## Décoration
- Officier de l'ordre de Mérite du grand-duché de Luxembourg[6] (promotion 2000)